# Consell General d'Andorra
El Consell General d'Andorra, històricament anomenat Consell General de les Valls, és el parlament unicameral d'Andorra. D'acord amb la constitució andorrana de 1993, la població nacional i les set parròquies hi tenen representació mixta i paritària. El Consell General exerceix la potestat legislativa segons la doctrina de la separació de poders.
La Casa de la Vall ha estat la seu històrica del consell des de l'any 1702, tant de l'època constitucional com preconstitucional. A l'any 2011 durant la sisena legislatura entra en funcionament la nova seu.

## Història

### El Consell de la Terra
El Consell General és una de les institucions més antigues del país, que té els seus orígens en les reunions celebrades, de mitjans del segle xiv al porxo de les esglésies andorranes per tractar el govern i l'organització de les Valls. El consell es va legitimar l'11 de febrer de 1419 a partir d'un privilegi signat pel bisbe Francesc de Tovià a petició d'Andreu d'Alàs, i es ratificà el 17 de novembre del mateix any pel lloctinent del comte Joan I de Foix. Així doncs, El Consell, per tant, és un dels parlaments més antics d'Europa.
Davant la necessitat de disposar d'un òrgan que representés tots els habitants d'Andorra quan es presentava la necessitat de defensar els interessos del conjunt de parròquies de la Vall, es va optar per a regular una pràctica ja existent en aquell moment, consistent en l'elecció de representants de cada parròquia, els quals sovint eren els caps de les cases més poderoses, amb el consegüent desequilibri d'interessos i representativitat que això comportava.
Inicialment, el Consell de Terra era presidit per dos síndics electes anualment i es reunia un cop l'any. Els síndics —escollits pel mateix consell— rebien l'encàrrec de vetllar pel compliment de les decisions preses pel consell, al qual representaven durant tot un any. A mitjan segle xv, però, el nombre de membres del Consell es va estabilitzar en 24, de tal manera que aquesta institució també es coneix com el Consell dels Vint-i-quatre. Fou en aquesta època —el 1446— quan es redactà el primer document de caràcter legislatiu que es té constància a Andorra.
Inicialment, no hi havia cap seu fixa per a la celebració de les reunions del Consell; aquestes sovint se celebraven al cementiri, al porxo o a la plaça d'Andorra la Vella. La documentació generada pel Consell s'arxivava en una arca de fusta que era dipositada a l'Església de Sant Esteve d'Andorra la Vella. Temps després, es va adquirir un edifici com a seu permanent del Consell i del Tribunal de Corts, tot i que no es coneix amb precisió quin era.
Amb el pas dels segles i ja en època moderna, el Consell de la Terra va esdevenir l'eix vertebrador del govern d'Andorra, car intervenia en l'elecció de batlles i notaris —proposant als consenyors del país el nom dels candidats—, en l'elecció de càrrecs de justícia i arbitrava en conflictes entre parròquies i particulars. A més, el Consell de la Terra d'època moderna també vetllava per l'ordre públic, la sanitat i l'estat dels camins, i era el responsable de fixar el preu dels productes de primera necessitat i controlar els pasos i les mesures. L'any 1702, la seu del Consell es va instal·lar a la casa pairal de la família Busquets, a Andorra la Vella, que va passar a ésser coneguda com la Casa de la Vall. Els consellers dormien a aquest immoble mentre se celebraven les sessions, a les quals assistien vestits amb una capa negra (“gambeto”) i tocats amb un bicorni —en el cas dels síndics– o amb un tricorni —els consellers—, indumentària que cercava mostrar públicament la igualtat entre tots els membres del Consell i que encara avui només s'utilitza, juntament amb la Medalla d'Autoritat, en cerimònies solemnes.

#### Reunions del Consell de la Terra
Ordinàriament, el Consell de la Terra es reunia sis cops a l'any, en reunions anomenades “consells”:
- Consell de Setmana Santa (abril)
- Consell de Sancogesma o Cinquagesma (juny)
- Consell de l'Afor (a l'estiu o la tardor)
- Consell de Tots Sants (en anys alterns)
- Consell de Sant Andreu (novembre)
- Consell de Sant Tomàs (desembre)

Si era convenient, se celebraven sessions extraordinàries, convocades pels síndics (personatges escollits pel mateix Consell, que n'esdevenien delegats i representants), pels mateixos consellers o per un particular amb prou ingressos per cobrir les despeses de la reunió. En el cas que calgués tractar un tema de gran transcendència, es convocava l'assemblea magna, on es reunien els membres del Consell de la Terra, els cònsols de les parròquies i els majors contribuents de cada parròquia, específicament designats pels comuns.

### Consell General
El 1866, Guillem d'Areny i Plandolit noble terratinent andorrà, encapçalà la Nova Reforma que reformava l'organització del Consell. El "Consell General", quedava integrat per 24 consellers, electes pels "síndics", i en què participaven tots els caps de casa. El 1933 es va efectuar una segona gran reforma que permetia el sufragi universal masculí i el 1970, una d'altra que permetia el sufragi universal femení.
En no haver-hi cap distinció entre el poder legislatiu i el poder executiu, el 1981, les transformacions econòmiques, socials i demogràfiques d'Andorra van conduir a la creació del primer govern, amb el nom del Consell Executiu. Les reformes van continuar i van culminar amb la promulgació de la primera constitució del país, el 1993, la qual va donar al Consell la seva estructura actual.

### Consell General dels Joves
El 14 de març de 2002, el parlament andorrà va crear el projecte del Consell General dels Joves per apropar el sistema democràtic als joves andorrans.

## Estructura i organització constitucional

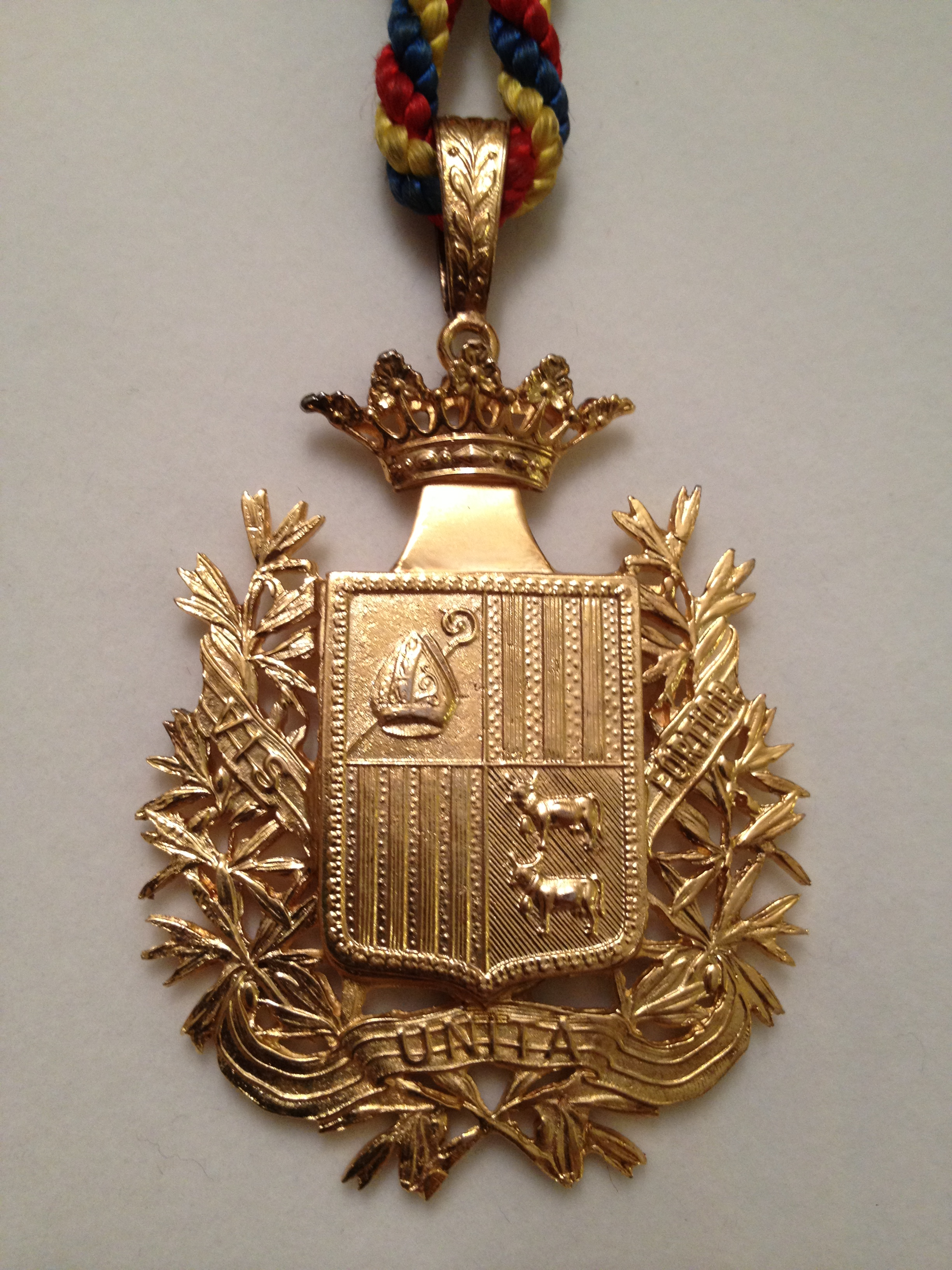
Medalla de Conseller General del Principat d'Andorra (Col·lecció particular)

El Consell General és un parlament unicameral que ostenta la potestat legislativa d'Andorra. Constitucionalment, el Consell ha de compondre's d'un mínim de vint-i-vuit i d'un màxim de quaranta-dos consellers generals, electes per sufragi universal, lliure, igual, directe i secret per un termini de quatre anys, tot i que el seu mandat pot acabar abans si es dissol el Consell General. En l'actualitat se n'elegeixen vint-i-vuit. La meitat dels consellers s'elegeixen mitjançant l'escrutini proporcional plurinominal (és a dir, la representació proporcional) en què l'Estat sencer conforma una sola circumscripció. L'altra meitat s'elegeix a raó d'un nombre igual per cadascuna de les set parròquies.
Les reunions del Consell General poden ser sessions tradicionals, ordinàries i extraordinàries, totes les quals han de ser públiques, llevat que una majoria absoluta dels membres acordi el contrari. Hi ha dos períodes de reunions ordinàries per any. El Consell General nomena una Comissió Permanent per vetllar pels poders legislatius quan aquest estigui dissolta o en període no actiu entre sessions. La Comissió Permanent és presidida pel Síndic General de les Valls d'Andorra. El síndic general, alhora, encapçala la Sindicatura, l'òrgan rector del Consell General.

## Composició del Consell General

### I Legislatura (1994-1997)
Les eleccions van tenir lloc l'any 1994, i la composició va ser la següent:

### II Legislatura (1997-2001)
Les eleccions van tenir lloc l'any 1997, i la composició va ser la següent:

### III Legislatura (2001-2005)
Les eleccions van tenir lloc l'any 2001, i la composició va ser la següent:
- Partit Liberal d'Andorra: 15 escons
- Partit Socialdemòcrata: 6 escons
- Partit Demòcrata d'Andorra: 5 escons
- Unió Laurediana: 2 escons

La Sindicatura del Consell General estava formada pels següents membres:
- Síndic general: Francesc Areny Casal del PLA
- Subsíndica general: Josep Àngel Mortés Pons del PLA
- Secretari de la Sindicatura: Marcel Llovera Massana del PLA
- Secretari de la Sindicatura: Esteve López Montanya del PS

### IV Legislatura (2005-2009)
Les eleccions van tenir lloc l'any 2005, i la composició va ser la següent:
- Partit Liberal d'Andorra: 14 escons
- Partit Socialdemòcrata: 11 escons
- Centre Demòcrata Andorrà + Segle 21: 2 escons
- Renovació Democràtica: 1 escons
- Verds d'Andorra: 0 escons

La Sindicatura del Consell General estava formada pels següents membres:
- Síndic general: Joan Gabriel i Estany del PLA
- Subsíndica general: Bernadeta Gaspà Bringueret del PLA
- Secretari de la Sindicatura: Robert Call Masià del PLA
- Secretari de la Sindicatura: Esteve López Montanya del PS

### V Legislatura (2009-2011)

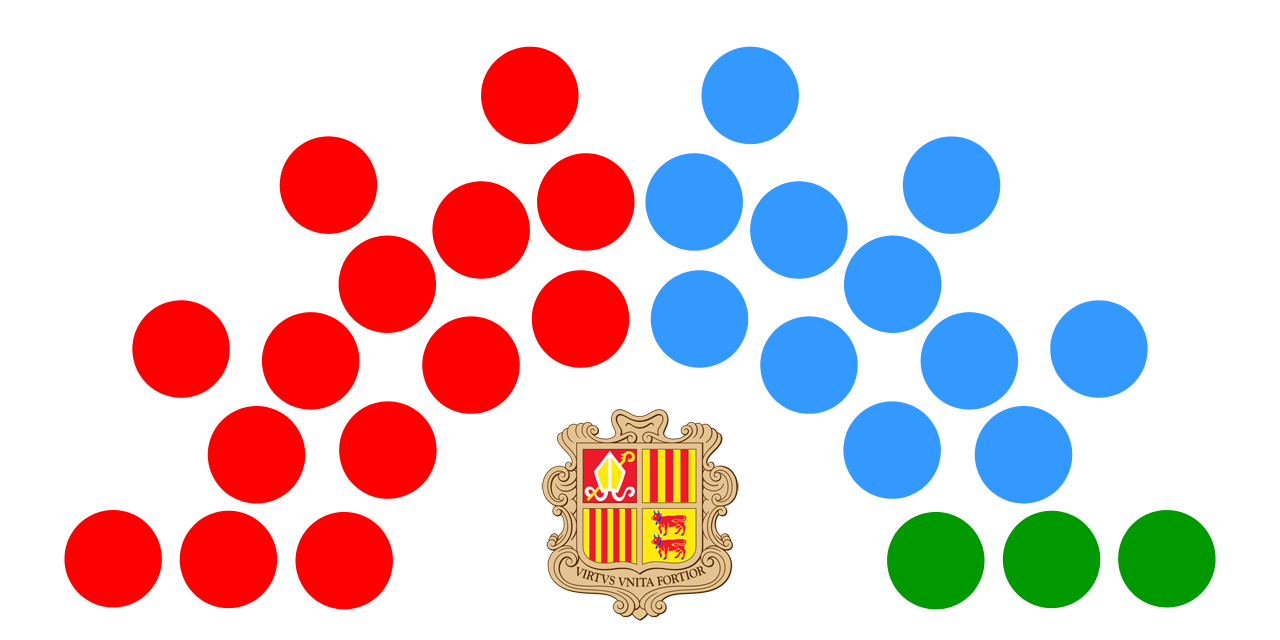
Composició del Consell General de la V legislatura

Els resultats de les eleccions al Consell General d'Andorra de 2009 van suposar que el Consell General de la V legislatura tingués la composició següent:
- Partit Socialdemòcrata: 14 escons
- Coalició Reformista: 11 escons
- Andorra pel Canvi: 3 escons
- Verds d'Andorra: 0 escons
- Unió Nacional de Progrés: 0 escons

La Sindicatura del Consell General estava formada pels següents membres:
- Síndic general: Josep Dallerès Codina del PS
- Subsíndic general: Esteve López Montanya del PS
- Secretària de la Sindicatura: Montserrat Gil Torné de la CR-UL
- Secretària de la Sindicatura: Mariona González Reolit del PS

### VI Legislatura (2011-2015)

Composició del Consell General de la VI legislatura

Els resultats de les eleccions al Consell General d'Andorra de 2011 van suposar que el Consell General de la VI legislatura tingués la composició següent:
- Demòcrates per Andorra: 20 escons
- Unió Laurediana: 2 escons
- Partit Socialdemòcrata: 6 escons
- Andorra pel Canvi: 0 escons
- Verds d'Andorra: 0 escons

Els consellers de DA i UL van incorporar-se al Grup Parlamentari Demòcrata. Els consellers del PS van incorporar-se al Grup Parlamentari Socialdemòcrata.
La Sindicatura del Consell General estava formada pels següents membres:
- Síndic general: Vicenç Mateu Zamora de DA
- Subsíndica general: Mònica Bonell Tuset de DA
- Secretari de la Sindicatura: Carles Enseñat Reig d'UP-DA
- Secretari de la Sindicatura: David Ríos Rius del PS

### VII Legislatura (2015-2019)
Els resultats de les eleccions al Consell General d'Andorra de 2015 van suposar que el Consell General de la VII legislatura tingués la composició següent:
- Demòcrates per Andorra: 10 escons
- Liberals d'Andorra: 4 escons
- Junts (Partit Socialdemòcrata d'Andorra+VERDS+IC): 0 escons
- Socialdemocràcia i Progrés: 0 escons

La Sindicatura del Consell General estava formada pels següents membres:
- Síndic general: Vicenç Mateu Zamora de DA
- Subsíndica general: Mònica Bonell Tuset de DA
- Secretari de la Sindicatura: Joan Carles Camp Areny del grup mixt
- Secretària de la Sindicatura: Maria Martisella González de DA

### VIII Legislatura (2019-2023)
Després de les eleccions al Consell General d'Andorra de 2019, es varen constituir cinc grups parlamentaris. Demòcrates per Andorra, que havia obtingut 11 escons, en cedí un (el de la subsíndica Meritxell Palmitjavila) a Ciutadans Compromesos (que n'havia obtingut dos) perquè poguessin formar un grup parlamentari propi, que requereix com a mínim tres consellers. El març del 2021, Carine Montaner abandonà el grup de Tercera Via i passà a ser consellera no adscrita.
- Demòcrates per Andorra: 10 escons
- Partit Socialdemòcrata d'Andorra: 7 escons
- Liberals d'Andorra: 4 escons
- Tercera Via + Unió Laurediana: 3 escons
- Ciutadans Compromesos: 3 escons
- No adscrits: 1 consellera

La Sindicatura del Consell General està formada pels següents membres:
- Síndica general: Roser Suñé Pascuet de DA
- Subsíndica general: Meritxell Palmitjavila Naudi de CC
- Secretària de Sindicatura: Sílvia Ferrer Ghiringhelli de L'A
- Secretària de Sindicatura: Susanna Vela Palomares de PS

### IX Legislatura (2023-2027)
Després de les eleccions al Consell General d'Andorra de 2023, es varen constituir cinc grups parlamentaris. Demòcrates per Andorra, que havia obtingut 13 escons, en cedí un (el de la subsíndica Sandra Codina) a Ciutadans Compromesos (que n'havia obtingut dos) perquè poguessin formar un grup parlamentari propi, que requereix com a mínim tres consellers. El grup de DA incorporà l'únic conseller d'Acció, mentre que el liberal Víctor Pintos, que havia concorregut a les eleccions en coalició amb DA, restà com a no adscrit.
- Demòcrates per Andorra: 13 escons
- Concòrdia: 5 escons
- Partit Socialdemòcrata d'Andorra: 3 escons
- Andorra Endavant: 3 escons
- Ciutadans Compromesos: 3 escons
- No adscrits: 1 conseller (Liberals d'Andorra)

La Sindicatura del Consell General està formada pels següents membres:
- Síndic general: Carles Ensenyat Reig
- Subsíndica general: Sandra Codina Tort
- Secretària de Sindicatura: Maria Àngels Aché Feliu
- Secretària de Sindicatura: Carolina Puig Montes